# Problepsis argentifila
Problepsis argentifila là một loài bướm đêm trong họ Geometridae.